# Teleautograf
Teleautograf – analogowy prekursor współczesnego faksu, przekazuje obrazy i pisma przetwarzając je na impulsy elektryczne za pomocą potencjometru do stacji odbiorczej, w której mechanizm odbiorczy podłączony do pióra odtwarza oryginalny obraz lub zapis. Było to pierwsze urządzenie przekazujące obrazy i odwzorowujące je na kartce.